# Diocesi di Bragança do Pará
La diocesi di Bragança do Pará (in latino Dioecesis Brigantiensis de Para) è una sede della Chiesa cattolica in Brasile suffraganea dell'arcidiocesi di Belém do Pará. Nel 2022 contava 794.000 battezzati su 1.123.000 abitanti. È retta dal vescovo Raimundo Possidônio Carrera da Mata.

## Territorio
La diocesi comprende 20 comuni nella parte nord-orientale dello stato brasiliano di Pará: Rondon do Pará, Dom Eliseu, Ulianópolis, Paragominas, Ipixuna do Pará, Aurora do Pará, Mãe do Rio, Irituia, São Miguel do Guamá, Nova Esperança do Piriá, Garrafão do Norte, Capitão Poço, Ourém, Bonito, Cachoeira do Piriá, Santa Luzia do Pará, Tracuateua, Bragança, Augusto Corrêa e Viseu.
Sede vescovile è la città di Bragança, dove si trova la cattedrale di Nostra Signora del Rosario.
Il territorio si estende su 69.084 km² ed è suddiviso in 29 parrocchie.

## Storia
La prelatura territoriale di Gurupi fu eretta il 14 aprile 1928 con la bolla Romanus Pontifex di papa Pio XI, ricavandone il territorio dall'arcidiocesi di Belém do Pará.
Il 3 febbraio 1934, in forza del decreto Franciscus della Congregazione Concistoriale, ampliò il proprio territorio con quattro parrocchie già appartenute all'arcidiocesi di Belém do Pará; contestualmente la sede fu trasferita da Ourém a Bragança e la prelatura territoriale assunse il nome di prelatura territoriale di Guamà.
Il 16 ottobre 1979 la prelatura territoriale fu elevata a diocesi con la bolla Cum Praelatura di papa Giovanni Paolo II.
Il 13 ottobre 1981, per conformare il nome della diocesi a quello della città episcopale, la diocesi ha assunto il nome attuale con il decreto Apostolicis sub plumbo litteris della Congregazione per i vescovi.
Il 29 dicembre 2004 ha ceduto una porzione del suo territorio a vantaggio dell'erezione della diocesi di Castanhal.

## Cronotassi dei vescovi
Si omettono i periodi di sede vacante non superiori ai 2 anni o non storicamente accertati.
- Sede vacante (1928-1940)

- Eliseo Maria Coroli, B. † (10 agosto 1940 - 5 febbraio 1977 dimesso)
  - Sede vacante (1977-1980)[4]
- Michele Maria Giambelli, B. † (21 aprile 1980 - 10 aprile 1996 ritirato)
- Luigi Ferrando (10 aprile 1996 - 17 agosto 2016 ritirato)
- Jesús María Cizaurre Berdonces, O.A.R. (17 agosto 2016 - 15 maggio 2024 dimesso)
- Raimundo Possidônio Carrera da Mata, succeduto il 15 maggio 2024

## Statistiche
La diocesi nel 2022 su una popolazione di 1.123.000 persone contava 794.000 battezzati, corrispondenti al 70,7% del totale.
| anno | popolazione | popolazione | popolazione | presbiteri | presbiteri | presbiteri | presbiteri                | diaconi | religiosi | religiosi | parrocchie |
| anno | battezzati  | totale      | %           | numero     | secolari   | regolari   | battezzati per presbitero | diaconi | uomini    | donne     | parrocchie |
| ---- | ----------- | ----------- | ----------- | ---------- | ---------- | ---------- | ------------------------- | ------- | --------- | --------- | ---------- |
| 1949 | 127.000     | 130.000     | 97,7        | 13         |            | 13         | 9.769                     |         | 13        | 16        | 7          |
| 1965 | 200.000     | 210.000     | 95,2        | 17         |            | 17         | 11.764                    |         | 16        | 69        | 7          |
| 1970 | ?           | 275.000     | ?           | 21         | 2          | 19         | ?                         |         | 26        | 78        | 8          |
| 1976 | 300.000     | 350.000     | 85,7        | 20         | 3          | 17         | 15.000                    |         | 23        | 94        | 11         |
| 1980 | 316.000     | 354.000     | 89,3        | 22         | 3          | 19         | 14.363                    |         | 33        | 115       | 16         |
| 1990 | 571.000     | 654.000     | 87,3        | 24         | 12         | 12         | 23.791                    |         | 12        | 103       | 17         |
| 1999 | 667.000     | 724.000     | 92,1        | 25         | 18         | 7          | 26.680                    |         | 9         | 172       | 17         |
| 2000 | 675.000     | 733.000     | 92,1        | 28         | 21         | 7          | 24.107                    |         | 8         | 180       | 17         |
| 2001 | 675.000     | 733.000     | 92,1        | 30         | 23         | 7          | 22.500                    |         | 8         | 180       | 17         |
| 2002 | 685.000     | 743.000     | 92,2        | 29         | 23         | 6          | 23.620                    |         | 6         | 180       | 17         |
| 2003 | 685.000     | 743.000     | 92,2        | 30         | 23         | 7          | 22.833                    |         | 7         | 180       | 17         |
| 2004 | 667.304     | 942.004     | 70,8        | 29         | 22         | 7          | 23.010                    |         | 7         | 178       | 17         |
| 2005 | 550.627     | 597.249     | 92,2        | 28         | 22         | 6          | 19.665                    |         | 6         | 180       | 23         |
| 2006 | 675.000     | 954.000     | 70,8        | 36         | 29         | 7          | 18.750                    |         | 9         | 178       | 22         |
| 2012 | 734.000     | 1.038.000   | 70,7        | 40         | 34         | 6          | 18.350                    | 2       | 12        | 107       | 25         |
| 2015 | 752.000     | 1.063.000   | 70,7        | 44         | 36         | 8          | 17.090                    | 1       | 13        | 51        | 28         |
| 2018 | 770.400     | 1.089.550   | 70,7        | 45         | 36         | 9          | 17.120                    | 28      | 9         | 63        | 28         |
| 2020 | 782.450     | 1.106.600   | 70,7        | 44         | 35         | 9          | 17.782                    | 28      | 9         | 64        | 29         |
| 2022 | 794.000     | 1.123.000   | 70,7        | 52         | 41         | 11         | 15.269                    | 27      | 11        | 95        | 29         |